# Mon (volk)

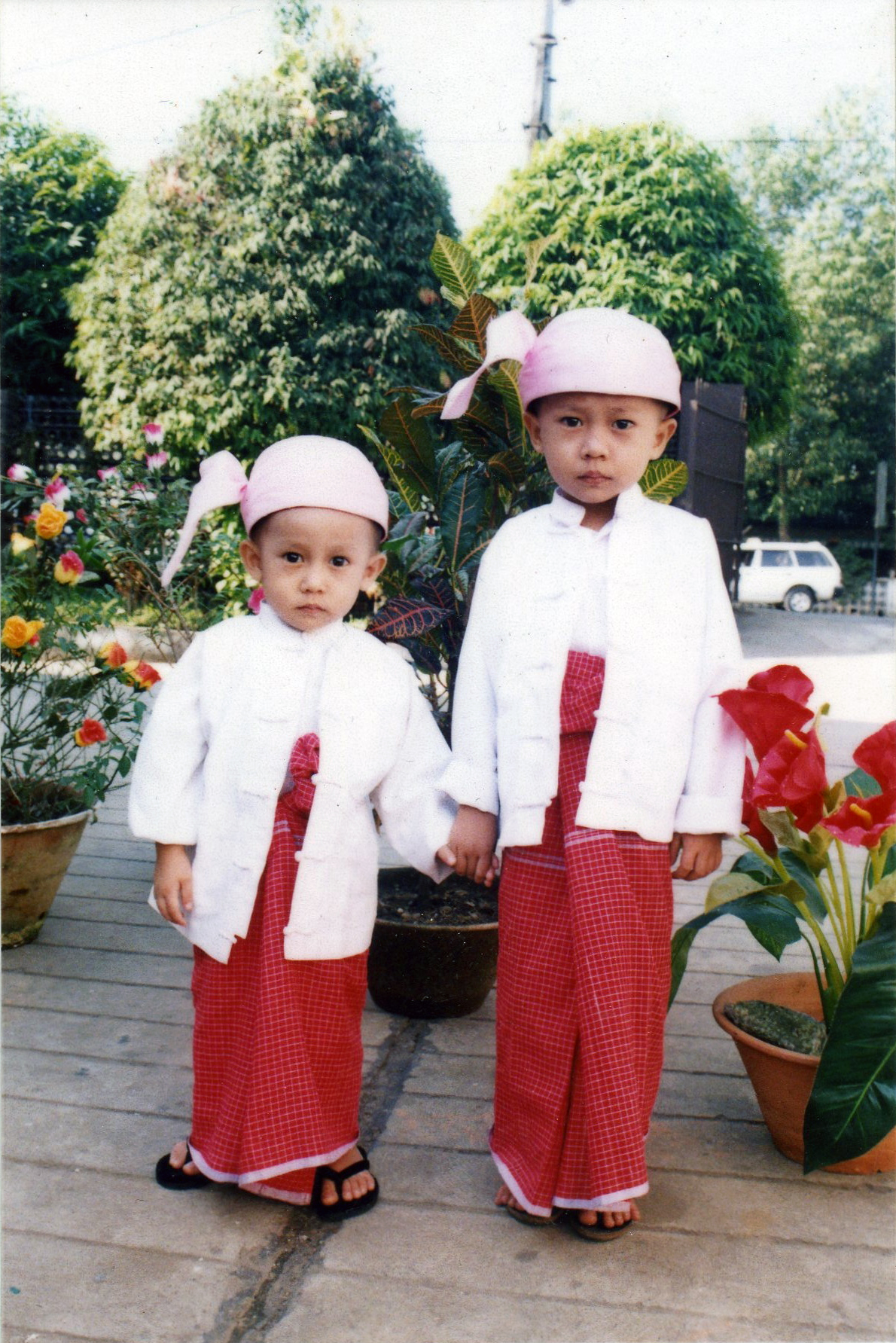
Monkinderen

Het volk Mon (ook wel Talaing) is een etnische groep in Zuidoost-Azië. De leden wonen voornamelijk in de Mon-staat en het zuidoosten van Myanmar (rond Pegu) en worden daar als de oorspronkelijke bewoners gezien. 
Er wordt geschat dat ongeveer 8 miljoen mensen van Mon-afkomst zijn, waarvan er misschien nog 1 miljoen de taal Mon spreekt. In het openbare leven wordt er echter bijna altijd het Thais en Birmees gesproken. Er zijn ook enkele Mon-groepen in het Westen, voornamelijk in: Verenigde Staten, Australië, Canada, Scandinavië en Nederland. De Mon beoefenen voornamelijk het Theravada Boeddhisme. 
De Birmanen hebben deze godsdienst en veel van de cultuur overgenomen van de Mon, die oorspronkelijk een aantal onafhankelijke koninkrijken in Zuid-Birma hadden. Deze werden echter halverwege de 11e eeuw veroverd door de Birmanen, die Noord- en Midden-Birma bewoonden. Toen de Mongolen en Shan in 1287 het eerste Birmese koninkrijk vernietigden, slaagden de Mon erin hun onafhankelijkheid te herwinnen, totdat ze in 1540 opnieuw door de Birmanen werden verslagen. Na twee eeuwen, in 1740, kwamen de Mon opnieuw in opstand en vestigden een nieuw onafhankelijk koninkrijk, dat echter al in 1757 veroverd door de Birmanen. Deze verovering ging gepaard met grote bloedbaden. Veel Mon, waaronder een groot aantal monniken, vluchtten naar Thailand. De Mon-taal en -cultuur werden vervolgens door de Birmaanse koningen nagenoeg uitgeroeid.